# Amblyopone
Genre
Amblyopone est un genre de fourmis dont les espèces sont présentes dans toutes les régions du monde, mais surtout en Australie.

## Biologie
Les fourmis du genre Amblyopone sont des prédatrices spécialisées dans certains arthropodes, en particulier les centipèdes vivants dans le sol ou le bois pourri. Malgré cette spécialisation, les fourmis de ce genre possèdent également certains traits comportementaux et morphologiques considérés comme « primitifs » par rapport à l'ensemble des fourmis. Les colonies des espèces d'Amblyopone sont généralement de petites tailles et installées dans l'humus ou du bois mort. 

## Liste des espèces
Selon GBIF (20 mai 2024) :
- Amblyopone aberrans Wheeler, 1927
- Amblyopone agostii Lacau & Delabie, 2002
- Amblyopone amblyops (Karavaiev, 1935)
- Amblyopone annae Arnol'di, 1968
- Amblyopone armigera Mayr, 1887
- Amblyopone australis Erichson, 1842
- Amblyopone bellii Forel, 1900
- Amblyopone besucheti Baroni Urbani, 1978
- Amblyopone bierigi (Santschi, 1930)
- Amblyopone bruni (Forel, 1912)
- Amblyopone celata (Mann, 1919)
- Amblyopone cephalotes Smith, 1876
- Amblyopone chilensis Mayr, 1887
- Amblyopone clarki Wheeler, 1927
- Amblyopone cleae Delabie, 2002
- Amblyopone degenerata Borgmeier, 1957
- Amblyopone denticulata (Roger, 1859)
- Amblyopone egregia (Kusnezov, 1955)
- Amblyopone elongata (Santschi, 1912)
- Amblyopone emeryi (Saunders, 1890)
- Amblyopone exigua Clark, 1928
- Amblyopone falcata Lattke, 1991
- Amblyopone feae (Emery, 1895)
- Amblyopone ferruginea Smith, 1858
- Amblyopone fulvida Terayama, 1987
- Amblyopone gaetulica Baroni Urbani, 1978
- Amblyopone gingivalis Brown, 1960
- Amblyopone glauerti (Clark, 1928)
- Amblyopone gnoma Taylor, 1979
- Amblyopone gracilis Clark, 1934
- Amblyopone hackeri Wheeler, 1927
- Amblyopone heraldoi Lacau & Delabie, 2002
- Amblyopone impressifrons Emery, 1869
- Amblyopone leae Wheeler, 1927
- Amblyopone longidens Forel, 1910
- Amblyopone lucida Clark, 1934
- Amblyopone lurilabes Lattke, 1991
- Amblyopone luzonica (Wheeler & Chapman, 1925)
- Amblyopone mercovichi Brown, 1960
- Amblyopone michaelseni Forel, 1907
- Amblyopone minuta (Forel, 1913)
- Amblyopone monrosi Brown, 1960
- Amblyopone mutica (Santschi, 1914)
- Amblyopone mystriops Brown, 1960
- Amblyopone noonadan Taylor, 1965
- Amblyopone normandi (Santschi, 1915)
- Amblyopone obscura
- Amblyopone ophthalmica Baroni Urbani, 1978
- Amblyopone oregonensis (Wheeler, 1915)
- Amblyopone orizabana Brown, 1960
- Amblyopone pallipes (Haldeman, 1844)
- Amblyopone papuana Taylor, 1979
- Amblyopone pertinax Baroni Urbani, 1978
- Amblyopone pluto Gotwald & Levieux, 1972
- Amblyopone punctulata Clark, 1934
- Amblyopone quadrata (Karavaiev, 1935)
- Amblyopone reclinata Mayr, 1879
- Amblyopone rothneyi Forel, 1900
- Amblyopone rubiginoa Wu & Wang, 1992
- Amblyopone sakaii Terayama, 1989
- Amblyopone santschii (Menozzi, 1922)
- Amblyopone saundersi Forel, 1892
- Amblyopone silvestrii (Wheeler, 1928)
- Amblyopone smithi Brown, 1960
- Amblyopone trigonignatha Brown, 1949
- Amblyopone wilsoni Clark, 1928
- Amblyopone zwaluwenburgi (Williams, 1946)

## Systématique
Le nom valide complet (avec auteur) de ce taxon est Amblyopone Erichson, 1842. Le genre a été créé par l'entomologiste allemand Wilhelm Ferdinand Erichson en 1842.
Amblyopone a pour synonymes :
- Amblyopopona Schulz, 1906
- Amblyopopone Dalla Torre, 1893
- Neoamblyopone Wheeler, 1927
- Protamblyopone Wheeler, 1927